# Ludovic Gros
Pour les articles homonymes, voir Gros.
Ludovic Gros est un footballeur français né le 1er août 1972 à Saint-Vallier (Drôme). 1,72 m pour 71 kg.

## Biographie
Il évolue notamment comme milieu de terrain à Nîmes. Avec cette équipe, il compte 4 apparitions en Ligue 1 mais surtout est finaliste de la Coupe de France en 1996. 
Lors de l'intersaison 1996, en fin de contrat avec Nîmes, il participe à Clairefontaine au stage de l'UNFP destiné aux joueurs sans contrat. 
Le 26 février 2009, il participe au jeu télévisé Tout le monde veut prendre sa place sur France 2.

## Carrière de joueur
- 1992-1996 : Nîmes Olympique  France
- 1996-1998 : AS Beauvais Oise  France
- 1998-2000 : FC Thoune  Suisse
- 2000-2003 : Olympique d'Alès  France
- 2003-2005 : FC Sète  France[2]

## Palmarès
- Finaliste de la Coupe de France en 1996 avec le Nîmes Olympique